# Keshi Anderson
Pour les articles homonymes, voir Anderson.
Keshi Stuart Oluyinka Adetokunboh Anderson, né le 6 avril 1995 à Luton, est un footballeur anglais qui évolue au poste de milieu de terrain à Birmingham City. 

## Biographie

### En club
Le 3 février 2015, Anderson signe un contrat pro avec Crystal Palace. 
Le 24 septembre 2015, il est prêté à Doncaster Rovers.
Le 22 juillet 2023, il rejoint Birmingham City.

### En sélection
Birmingham City
- League One (1) :
  - Champion : 2024-25
- EFL Trophy
  - Finaliste : 2025